# 53 Овна
53 Овна (53 Arietis, 53 Ari) — переменная звезда типа β Цефея в созвездии Овна. 53 Овна — обозначения Флемстида, она также хорошо известна под обозначением переменных звёзд как UW Овна. 53 Овна является звездой главной последовательности спектрального класса B1,5 V и со средней видимой звёздной величиной 6,10m. Необходимы очень хорошие атмосферные условия, чтобы наблюдать её невооружённым глазом. На основании ежегодного параллактического сдвига в 3,92 ± 0,79 mas, можно рассчитать, что расстояние до звезды составляет около 800 световых лет (250 парсек).
Обладая пекулярной скоростью 48,1 км/с, 53 Овна является убегающей звездой по отношению к своим соседям. Звезда была выброшена из туманности Ориона около 4—5 миллионов лет назад, возможно, когда её орбитальный спутник взорвался как сверхновая.